# (5470) Kurtlindstrom
(5470) Kurtlindstrom es un asteroide perteneciente al cinturón de asteroides descubierto el 28 de enero de 1988 por Robert H. McNaught desde el Observatorio de Siding Spring, Nueva Gales del Sur, Australia.

## Designación y nombre
Designado provisionalmente como 1988 BK5. Fue nombrado Kurtlindstrom en honor a Kurt Leighton Lindstrom, que ayudó a promover la exploración de los planetas a través de su papel como ejecutivo del programa para la misión New Horizons Pluto-Kuiper Belt de la NASA.

## Características orbitales
Kurtlindstrom está situado a una distancia media del Sol de 3,195 ua, pudiendo alejarse hasta 3,671 ua y acercarse hasta 2,719 ua. Su excentricidad es 0,148 y la inclinación orbital 18,30 grados. Emplea 2086,80 días en completar una órbita alrededor del Sol.

## Características físicas
La magnitud absoluta de Kurtlindstrom es 13. Tiene 13,801 km de diámetro y su albedo se estima en 0,051. 